# بازی‌های خودمانی
بازی‌های خودمانی (به انگلیسی: Intimate Games) فیلمی انگلیسی در ژانر کمدی جنسی محصول سال ۱۹۷۶ میلادی به کارگردانی مشترک تودور گیتس و مارتین کمبل است. جورج بیکر، آنا برگمان، و ایان هندری بازیگران اصلی فیلم می‌باشند. فیلمبرداری اصلی در آکسفورد انجام شده‌است.

## داستان
یک استاد روان‌شناسی یکی از پروژه‌های کلاسی دانشگاه را به فانتزی‌های شخصی دانشجویان اختصاص می‌دهد.